# Amor, curiosidad, prozak y dudas
Amor, curiosidad, prozak y dudas es una película española, dirigida por Miguel Santesmases en el año 2000, basada en la novela de Lucía Etxebarría Amor, curiosidad, prozac y dudas.

## Argumento
Esta es la historia de tres hermanas: Rosa (Rosa Mariscal), Cristina (Pilar Punzano) y Ana (Silvia Marsó). Cristina, tiene 24 años, acaba de terminar sus estudios de literatura en la Universidad y compagina la preparación de su tesis doctoral con su trabajo en un bar de copas. Su vida es un caos. Vive de noche y encadena novios. Pero un día conoce a Willy (Guillaume Depardieu), un chico francés que vive en Madrid, con el que parece empezará una relación más seria. Por su parte, Rosa a sus 30 años es una alta ejecutiva en una multinacional, tiene una casa último diseño, un cochazo de lujo descapotable y gana más dinero del que nunca pudo soñar. Ha conseguido aquello por lo que tanto ha luchado pero se siente sola y perdida. Ana la mayor, es la perfecta casada. Tiene un hijo y vive en un chalet adosado en las afueras de Madrid, pero tras esta apariencia de tranquilidad se esconde el fracaso de su matrimonio. El retorno de Mikel (Nancho Novo), un antiguo amigo de infancia y adolescencia, cambiará sus vidas.